# ザ・レオナルド
ザ・レオナルド（英語: The Leonardo）は南アフリカ共和国ヨハネスブルクにある高層ビル。全高は234m（748フィート）で、南アフリカ共和国で最も高いビルである。また、アフリカでも最大級の高さを誇る。

## 概要
全高は234m（748フィート）で、南アフリカ共和国で最も高いビルである。また、アフリカ地域でも最大級の高さを誇る。5つ星ホテルなどがある複合施設である。また、近くには地下鉄の駅や証券取引所、ヨハネスブルク動物園がある。ヨハネスブルク国際空港からも25km圏内である。

## ホテル
ザ・レオナルドには5つ星ホテル（ホテル・ザ・レオナルド　　ヨハネスブルク）があり、屋外プールやバーやスパが完備されている。

## ギャラリー

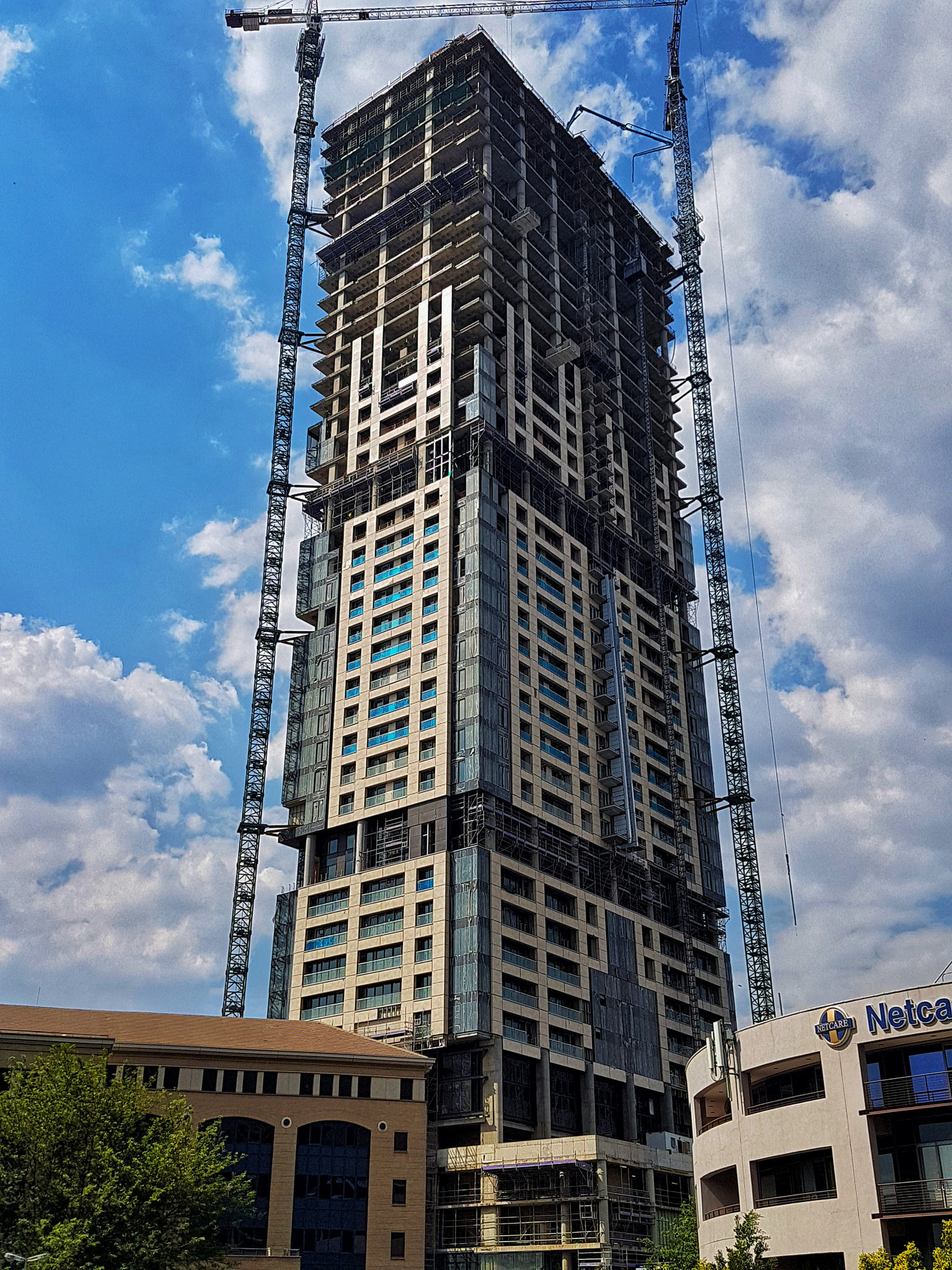
